# 黑潮

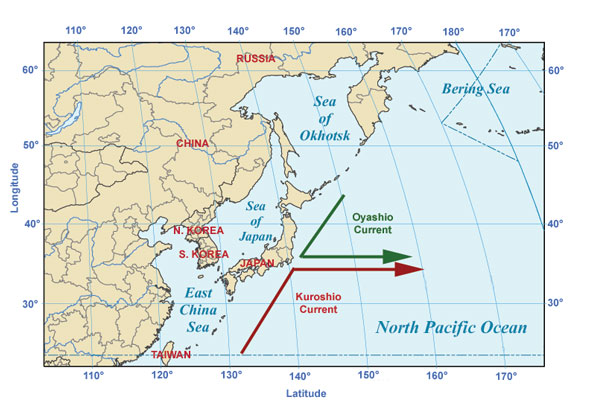
親潮
黑潮

黑潮（日语：／ kuroshio），又称日本暖流，是太平洋洋流的一環，為全球第二大洋流，只居於墨西哥灣暖流之後。自菲律賓開始，穿過臺灣東部海域，沿著日本往東北向流，在與親潮相遇後匯入東向的北太平洋洋流。黑潮將來自熱帶的溫暖海水帶往寒冷的北極海域，將冰冷的極地海水溫暖成適合生命生存的溫度。
黑潮得名於其較其他正常海水的顏色深，這是由於黑潮內所含的雜質和營養鹽較少，陽光穿透過水的表面後，較少被反射回水面。黑潮的流速相當的快，可提供回流性魚類一個快速便捷的路徑，向北方前進，故黑潮流域中可捕捉到為數可觀的迴游性魚類，及其他受這些魚類所吸引過來覓食的大型魚類。
黑潮流速約為100至200每秒（39至79英寸每秒），厚度約在500—1,000（1,600—3,300英尺），寬度約200多公里。於日本四國的潮岬外海測得海水流量達65,000,000立方每秒（2.3×109立方英尺每秒），約是世界流量最大的亞馬孫河流量之360倍。於台灣和與那國島間測出的流量約在1000至2300萬立方公尺每秒。:70
黑潮年平均水溫約攝氏24至26 °C（75至79 °F），冬季約為攝氏18至24 °C（64至75 °F），夏季可達攝氏22至30 °C（72至86 °F）。黑潮也較鄰近的黃海高7至10 °C（45至50 °F），冬季更可高出20 °C（68 °F）。黑潮的主流並非沿著東亞大陸邊緣流動，而是沿著東亞島弧流動，因此，黑潮對島弧的影響也較大陸顯著。黑潮的支流則延伸進入東亞大陸的邊緣海，也對大陸區域造成一定影響。

## 歷史
黑潮可考最早之記載，是17世紀中由伯恩哈杜斯·瓦倫紐斯提出東亞陸地有一海流。
在文獻記載中，一張於1695年發現的塞登海圖（Selden map），該圖描繪東亞、南亞地區的陸海域。該圖在呂宋島與琉球群岛北方寫有「流水東甚緊」等語，學者以地理位置推測與黑潮相關。
藍鼎元《論南洋事宜書》提及琉球一帶海域「萬水朝東」，被認為與黑潮相關。而《裨海紀遊》 中的黑水溝為黑潮支流。:40-50

## 黑潮主流及支流

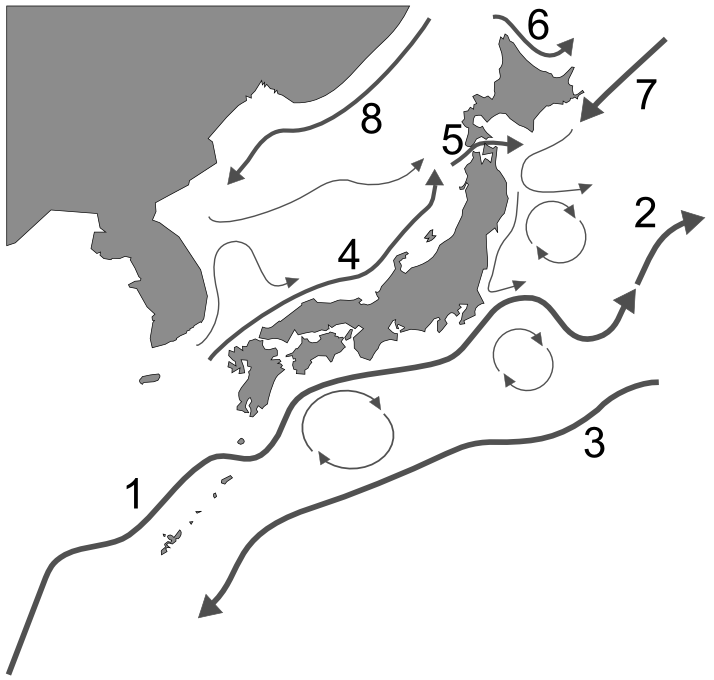
日本列島近海海流
1. 黑潮 2.黑潮續流 3.黑潮再循環流 4.對馬暖流 5.津輕暖流 6.宗谷暖流 7.親潮 8.リマン（Liman）寒流

黑潮主流離開呂宋海峽後，一部份會在冬天時進入台灣海峽。主流從與那國海峽進入東海後，釣魚臺附近分出一支，向西北流入浙江近海，稱為台灣暖流。而黑潮主流沿東海深溝流向東北，在日本九州島西南又分出一支，穿過對馬海峽進入日本海，稱為對馬暖流。對馬暖流又於濟州島南邊分出一小支進入黃海，稱為黃海暖流，也叫西朝鮮暖流。

### 黑潮主流
黑潮主流於北緯35度附近轉向東流，另有一分支繼續流向東北，與南下的親潮寒流會合，形成西北太平洋漁場。

### 臺灣暖流
臺灣暖流沿台灣海峽的槽狀凹地北上，一直可達中華人民共和國長江口外，約北緯31度附近，洋流在中國舟山群島附近與長江入海逕流所形成的沿岸流相匯，形成明顯的鋒面，當地人稱為「流隔」，也因此形成台灣海峽最大的舟山渔场。

### 黃海暖流
黃海暖流大致沿東經124度北上，然後通過渤海海峽流入渤海。這支海海流呈現一個相對高溫和高鹽的水舌，從南黃海一直伸入到渤海，它對形勢封閉的渤海有重要的影響。黃海暖流冬季較強，夏季較弱，甚至消失。由於黃海暖流的影響，中国的秦皇島和葫蘆島等地成為中國大陸北方著名的不凍港。

### 對馬海流
通過對馬海峽進入日本海的暖流。

## 黑潮的經濟效益
黑潮海流可用作船隻的航道，在順潮流行駛時，可以節省時間和燃料。然而，逆流航行的船隻將耗費更多的時間和燃料以彌補逆向水流的阻力。
黑潮有利於許多漁業。黑潮從台灣東北部沿東海陸架斜坡向東北流動，攜帶竹筴魚魚卵和幼魚到日本南部和本州島。這些幼魚被捕獲後，會以水產養殖到成年並捕撈。因此竹筴魚種群成為日本、韓國和台灣重要的漁業資源之一。其他重要的漁業還包括綠青鱈、沙丁魚和鳀魚，在台灣東部則有旗魚、鬼頭刀等。近年黑潮的變化及其變暖現象影響領航鯨的遷徙，影響相關收入來源的人們。
黑潮海流與親潮海流相遇，創造沿岸許多的漁業城市，但該地區仍處於從福島第一核電廠事故的恢復過程。311地震後的海嘯淹沒了日本 350公里的海岸線，在福島第一核電廠事故中，釋放放射性銫進入周圍水域。當地水體嚴重影響，而且放射性銫受到黑潮和親潮碰撞擴散，透過北太平洋洋流運送到整個北太平洋。事故地點半徑10公里範圍內沒有漁獲，即使在該區域以外的漁獲物也要接受檢驗，打擊當地漁業，甚至失去超過 90% 的船隊，至今漁業產量也還沒恢復事故前的捕撈水準。 